# Star East Airline
Star East Airline Srl è una compagnia aerea charter rumena con sede a Bucarest e con hub all'aeroporto di Bucarest-Băneasa - Aurel Vlaicu.

## Storia
Star East Airline è stata fondata a Bucarest nel 2016 e ha ricevuto il certificato di operatore aereo il 22 maggio 2017. Le operazioni di volo sono iniziate con un Boeing 737-400 e un Airbus A320-200. Entrambe le macchine provengono dal S Group di nazionalità kirghisa. Il 29 gennaio 2019, il certificato di operatore aereo Star East Airline è stato sospeso, ma riottenuto poco dopo.
Gli aeromobili sono principalmente utilizzati in wet lease per altre compagnie aeree; ad esempio, nell'estate 2018 l'Airbus A320-200 ha volato per la tedesca Small Planet Airlines e il Boeing 737-400 per l'olandese Corendon Airlines. Nell'estate 2019, entrambi sono stati noleggiati dalla Aegean Airlines e dalla Smartwings.

## Flotta
A dicembre 2022 la flotta di Star East Airline è così composta: